# 150 North Riverside
150 North Riverside Plaza es un rascacielos en Chicago, Estados Unidos de 51 plantas y 221 metros de altura. Ocupa una parcela de 8000 m² en la orilla oeste del río Chicago y tiene 110 000 m² de espacio de oficinas alquilable, pero debido a su diseño, que tiene una base más estrecha que el resto del edificio, solo ocupa un 25 por ciento de la parcela.

## Diseño
Según lo exigido por el ayuntamiento de Chicago a cualquier nuevo edificio, el promotor tiene que reservar parte de la superficie de la parcela para un parque público. Debido a esto, el 75 por ciento restante de la parcela albergará un parque público, un anfiteatro y un paseo fluvial. La parcela está construida con derechos de vuelo sobre las vías que llevan los trenes Metra y Amtrak con destino a la Chicago Union Station. El edificio pretende conseguir la certificación LEED Oro.
El lado oeste del edificio alberga un vestíbulo con una pared de madera de casi treinta metros de altura en su punto más alto. La intención de los arquitectos es conectar visualmente el interior y el exterior.
Otro aspecto destacado de 150 North Riverside es la manera en la que las plantas de oficinas sobresalen en voladizo desde el núcleo central. El edificio tiene una base más pequeña durante las ocho plantas más bajas (32 m), pero las plantas superiores sobresalen en voladizo.